# New Wave Salsa
New Wave Salsa es el título del cuarto álbum de estudio en solitario grabado por el cantautor y músico puertorriqueño-estadounidense Eddie Santiago, Fue lanzado al mercado por la empresa discográfica TH-Rodven a finales del año 1989. El álbum se convirtió en su cuarto álbum número uno en la lista Billboard Tropical Albums.

## Lista de canciones
Esta información adaptada de Allmusic .
| New Wave Salsa |                            |                |          |  |
| N.º            | Título                     | Escritor(es)   | Duración |  |
| 1.             | «Una nueva oportunidad»    | Eddie Santiago | 4:13     |  |
| 2.             | «Jugué y perdí»            | Fausto Parra   | 4:34     |  |
| 3.             | «Me hiciste caer»          | Eddie Santiago | 4:29     |  |
| 4.             | «Voy a robarme una luna»   | Pedro Azael    | 4:36     |  |
| 5.             | «Odiándote y sin entender» | Pedro Azael    | 4:19     |  |
| 6.             | «Lo único importante»      | Pedro Azael    | 4:15     |  |
| 7.             | «Let it be now»            | Eddie Santiago | 4:40     |  |
| 8.             | «Vete»                     | Eddie Santiago | 5:01     |  |

## Rendimiento en listas
| Lista (1990)                         | Máxima posición |
| ------------------------------------ | --------------- |
| U.S. Billboard Tropical/Salsa Albums | 1               |

### Sucesión y posicionamiento
| Predecesor: Mi mundo de Luis Enrique | U.S. Billboard Tropical/Salsa Albums — Álbum N°. 1 7 de abril de 1990 - 18 de mayo de 1990 | Sucesor: Mi mundo de Luis Enrique |